# 渚滑站

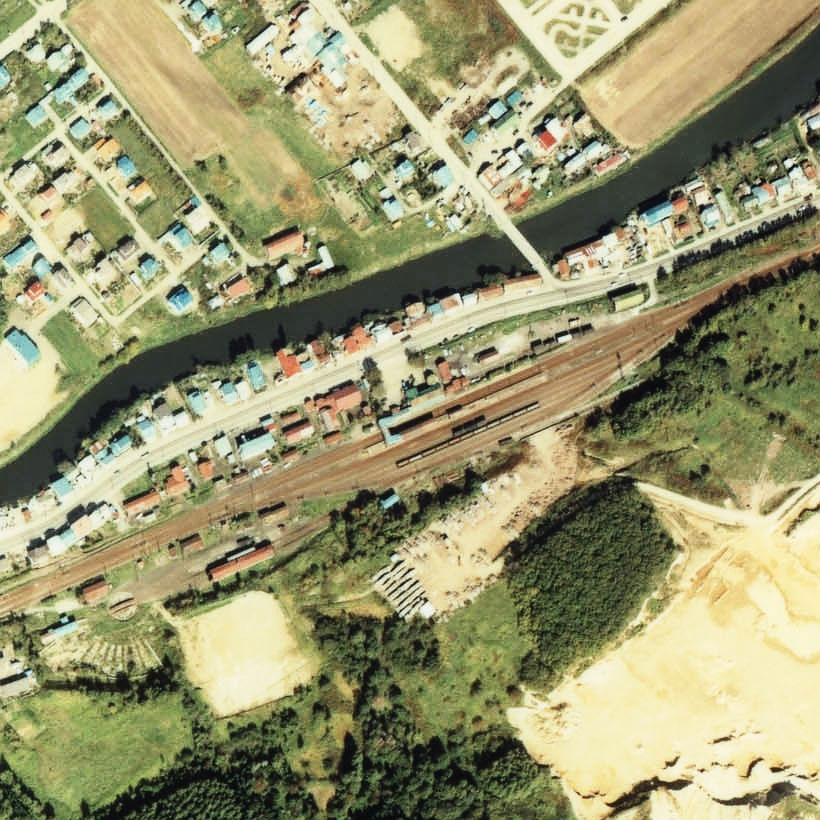
1978年的渚滑站與方圓約500米範圍。右邊是紋別方向。左邊是名寄方向和渚滑線北見瀧之上方向。當時設有2面3線月台與國鐵型配線，車站大樓旁邊設有貨物月台和引込線，也有許多分揀線。車站後方的機關區內還有扇型車庫中遺留下來的轉車盤。

渚滑站（日语：／ Shokotsu eki */?）是位於北海道紋別市渚滑町三丁目，北海道旅客鐵道（JR北海道）的名寄本線車站（廢站）。隨著名寄本線廢線，車站在1989年（平成元年）5月1日廢除。曾經此站可轉乘日本國有鐵道渚滑線，該線在1985年（昭和60年）4月1日廢除。
在1980年（昭和55年）前行走的急行「天都」，在1986年（昭和61年）前行走的急行「紋別」停靠此站。

## 歷史
- 1921年（大正10年）
  - 3月25日 - 鐵道省名寄東線中湧別至興部之間開通[1]，此站啟用[2]。當時為一般車站[2]。
  - 10月5日 - 名寄東線編入至名寄線[1]。
- 1923年（大正12年）11月5日 - 名寄線改名為名寄本線[1]。同日，渚滑線此站至北見瀧之上之間開通，成為轉乘站[1]。設置渚滑機關庫[3]。
- 1932年（昭和7年）10月1日 - 渚滑機關庫變為遠輕機關庫渚滑分庫[3]。
- 1949年（昭和24年）6月1日 - 日本國有鐵道成立，成為日本國有鐵道車站。
- 1960年（昭和35年）5月1日 - 渚滑機關分區廢除[3]。
- 1982年（昭和57年）11月15日 - 結束處理貨物[2]。
- 1984年（昭和59年）2月1日 - 結束處理行李[2]。
- 1985年（昭和60年）4月1日 - 渚滑線廢除[1]。
- 1986年（昭和61年）11月1日 - 不再使用交會設備，成為無人車站。
- 1987年（昭和62年）4月1日 - 伴隨國鐵分割民營化，車站由北海道旅客鐵道（JR北海道）營運[2]。
- 1989年（平成元年）5月1日 - 名寄本線全線廢除[1]，此站也廢除[2]。

## 車站構造
截至車站廢除前，車站是一座地面車站，設有1面1線的單式月台。月台位於路軌北邊（遠輕方向的列車會開啟左邊車門）。
在國鐵時代末期成為無人車站前，站內設有2面3線的混合式月台（單式月台、島式月台），當時可進行列車交會。車站大樓一方月台西邊和島式月台西邊之間設有跨線橋連接。截至1983年（昭和58年），車站大樓一方的單式月台（北邊）是下行1號月台，島式月台面對車站大樓的是上行2號月台，對向車站大樓是渚滑線到發的上下行3號月台。3號月台外邊（靠近山一方）設有5線舊貨物側線，另外設有一些車庫線等短側線。1號月台遠輕一方設有路軌分支，連接車站大樓東邊的貨物月台（缺角式月台）和1條貨物側線。
此站是無人車站，有有人車站時代還存有車站大樓。車站大樓位於站內北邊，鄰接月台中央部分。檢票口只有西邊一處。

## 站名的由來
車站名稱取自所在地名。「渚滑町」源自阿伊努語的「ソー・コッ」，其音思是瀑布盆。該瀑布盆出產了砂金，也是鴻之舞礦山的發源地。

## 使用狀況
- 在1981年度（昭和56年度），1日上下車人次為198人[4]。

## 車站便當
- 在1935年（昭和10年）至1978年（昭和53年）之間，於站前的食堂會出售「扇貝飯」之車站便當。

## 車站周邊
- 國道238號（日语：国道238号）（鄂霍次克國道）[5]
- 國道273號（渚滑國道）[5]
- 紋別市政廳渚滑出張所
- 紋別警署（日语：紋別警察署）渚滑駐在所
- 渚滑郵局
- 北見信用金庫（日语：北見信用金庫）渚滑出張所
- 紋別市立渚滑中學
- 紋別市立渚滑小學
- 渚滑川（日语：渚滑川）[5]
- 巴士站
  - 浮冰紋別號「渚滑」巴士站：旭川、札幌方向
  - 北紋巴士（日语：北紋バス）「渚滑四丁目」巴士站：興部、雄武方向，瀧上方向、紋別市內方向

## 車站遺址再開發

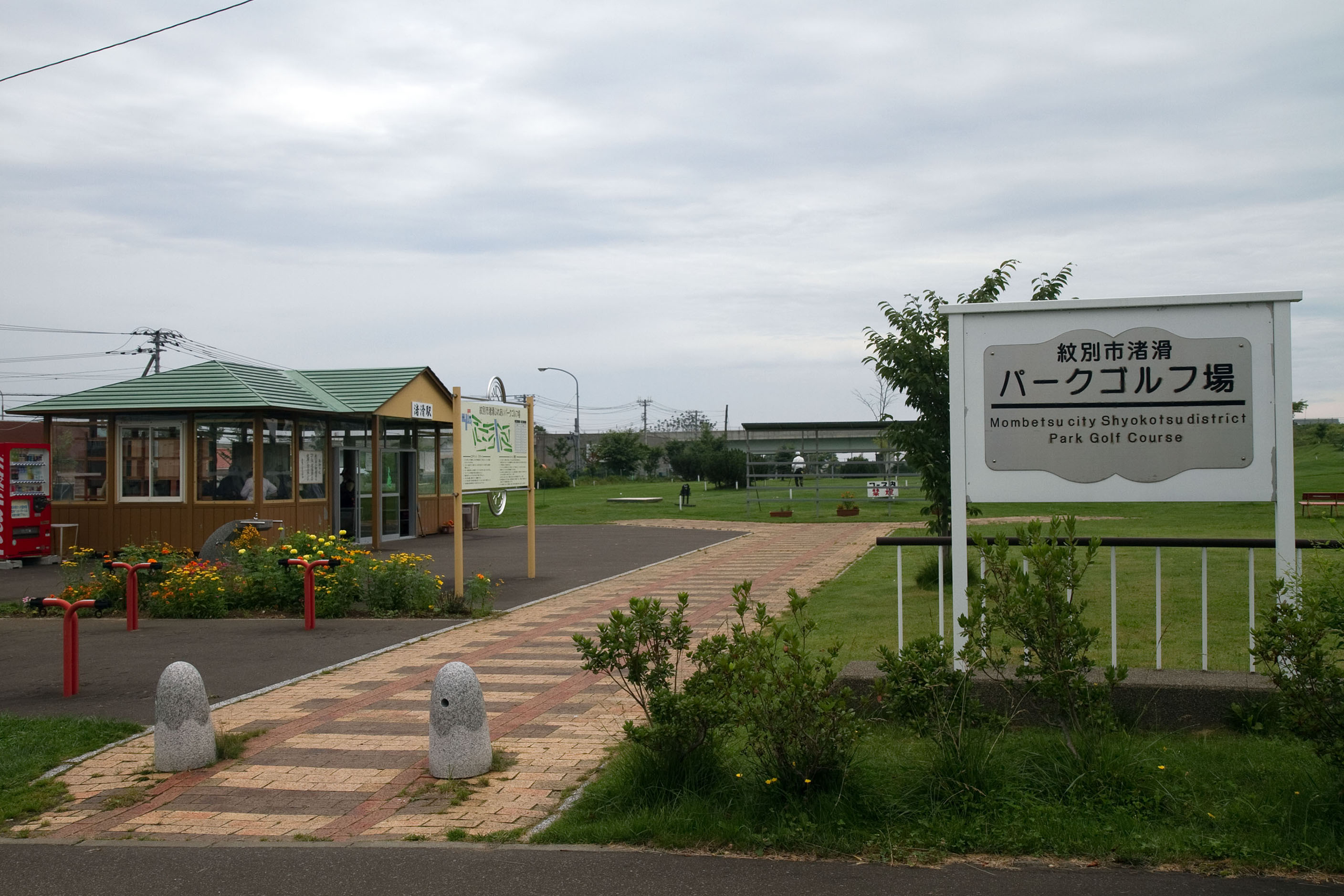
車站遺址建設了「紋別市渚滑親睦公園高爾夫球場」。在公園高爾夫球場休息處設有舊站「渚滑站」的招牌(2010年)

在名寄本線廢除後，車站內的舊車站大樓變成了巴士候車室。而其他位置變為由渚滑公園高爾夫球協會管理的公園高爾夫球場。在1991年12月起，一些志願者在冬季時期使用舊機車庫建設了「舊渚滑站機關庫蹟室內公園高爾夫球場」。該處現時由當地居民的同好會管理，於毎年12月至翌年4月開放。
由於車站位於渚滑地區的中心，因此如何使用該遺址成為了一個課題。紋別市在1997年度起開始進行再開發。車站大樓於同年拆毀，在1999年前建設了紋別市渚滑綜合交流促進設施和鄂霍次克農業共濟組合紋別家畜診所，該處設有市食品加工中心、渚滑高齡者親睦中心和巴士候車室，另外也建設了公園高爾夫球場，名為「渚滑親睦公園高爾夫球場」。
紋別市在2004年度於渚滑親睦公園高爾夫球場等周邊位置再次進行開發。當時，位於市內紋別市運動公園（紋別市南丘町7丁目）內保存的9600形蒸氣機車（69644）遷移至此處。該機車在1975年由日本國鐵無償給市。後來由於機車老化，擁有者紋別市教育委員會計劃把機車拆毀，只保留部分組件。在全國的SL迷有聲音希望完全保存，因此市教委改變方針，為機車進行修補，並且遷移至渚滑站遺址作保存。
渚滑線遺址中，現時只遺留了部分路堤。在1985年該線廢除了，把路軌等設備撤走。車站西邊數百米處的渚滑小學範圍內，校門和運動場之間設有渚滑線平交道。當地的渚滑小、中學家長教師會後人傳達「全國唯一在學校內行走的鐵路」，因此從國鐵接收路軌、平交道、遮斷機、信號機和站名標。在學校內的渚滑線路軌遺址（全長約30米）於1989年進行復原工程以作保存。

## 相鄰車站
北海道旅客鐵道（JR北海道）
名寄本線
富丘－渚滑－潮見町
曾經此站與富丘站（當時為臨時乘降場）之間設有川向臨時乘降場（日语：／）。啟用年月日不詳，在1956年（昭和31年）11月19日已知存在，後來在1966年（昭和41年）3月廢除。實際哪一日不詳。
日本國有鐵道
渚滑線
渚滑－（元西臨時乘降場）－下渚滑

## 注腳
1. 1 2 3 4 5 6  停車場変遷大事典 国鉄・JR編I 1998年JTB發行、P251。
2. 1 2 3 4 5 6  停車場変遷大事典 国鉄・JR編II 1998年JTB發行，P911。
3. 1 2 3  北海道鐵道百年史 下卷 1981年 日本國有鐵道北海道總局發行，卷尾年表。
4. 1 2 3 4 5 6 7 8  宮脇俊三 (编). . 原田勝正. 小學館. 1983-7: 210. ISBN 978-4093951012 （日语）.
5. 1 2 3  . 地勢堂. 1980-3: 18 （日语）.
6. ↑  「97年度紋別市補正予算案　渚滑駅跡地再開発に着手　一般会計は196億4千万円　赤井市政初の編成」北海道新聞朝刊北見版，1997年7月17日付
7. ↑  「紋別・渚滑駅跡地　パークゴルフ場完成　地区整備計画が一段落」北海道新聞朝刊遠紋版，1999年7月14日付
8. ↑  「紋別市運動公園のＳＬ→旧渚滑駅跡地に移転　車体の部分補修も　市立博物館『長期の原形保存へ努力』」北海道新聞朝刊遠紋版、2004年3月30日付
9. ↑  「線路の輝き再び　渚滑小の校庭に復元　14年たち児童ら補修」北海道新聞朝刊遠紋版，2003年6月24日付
10. ↑  今尾惠介 (编). . JTB出版. 2010-3: 214. ISBN 978-4533078583 （日语）.